# Bernardo Silva
Pour les articles homonymes, voir Bernardo et Silva.
Bernardo Silva ou simplement Bernardo, de son nom complet Bernardo Mota Veiga de Carvalho e Silva, né le 10 août 1994 à Lisbonne au Portugal, est un footballeur international portugais qui joue au poste d'ailier droit, milieu offensif, ou milieu relayeur à Manchester City.

## Biographie

### Carrière en club
Né à Lisbonne au Portugal, Bernardo Silva est formé au centre de formation de Benfica. Il remporte le championnat du Portugal junior avec l'équipe jeunes du club en 2013. Il fait ses débuts professionnels avec l'équipe B face au CD Trofense lors du premier match de la deuxième division 2013-2014.

#### Benfica Lisbonne (2013-2015)

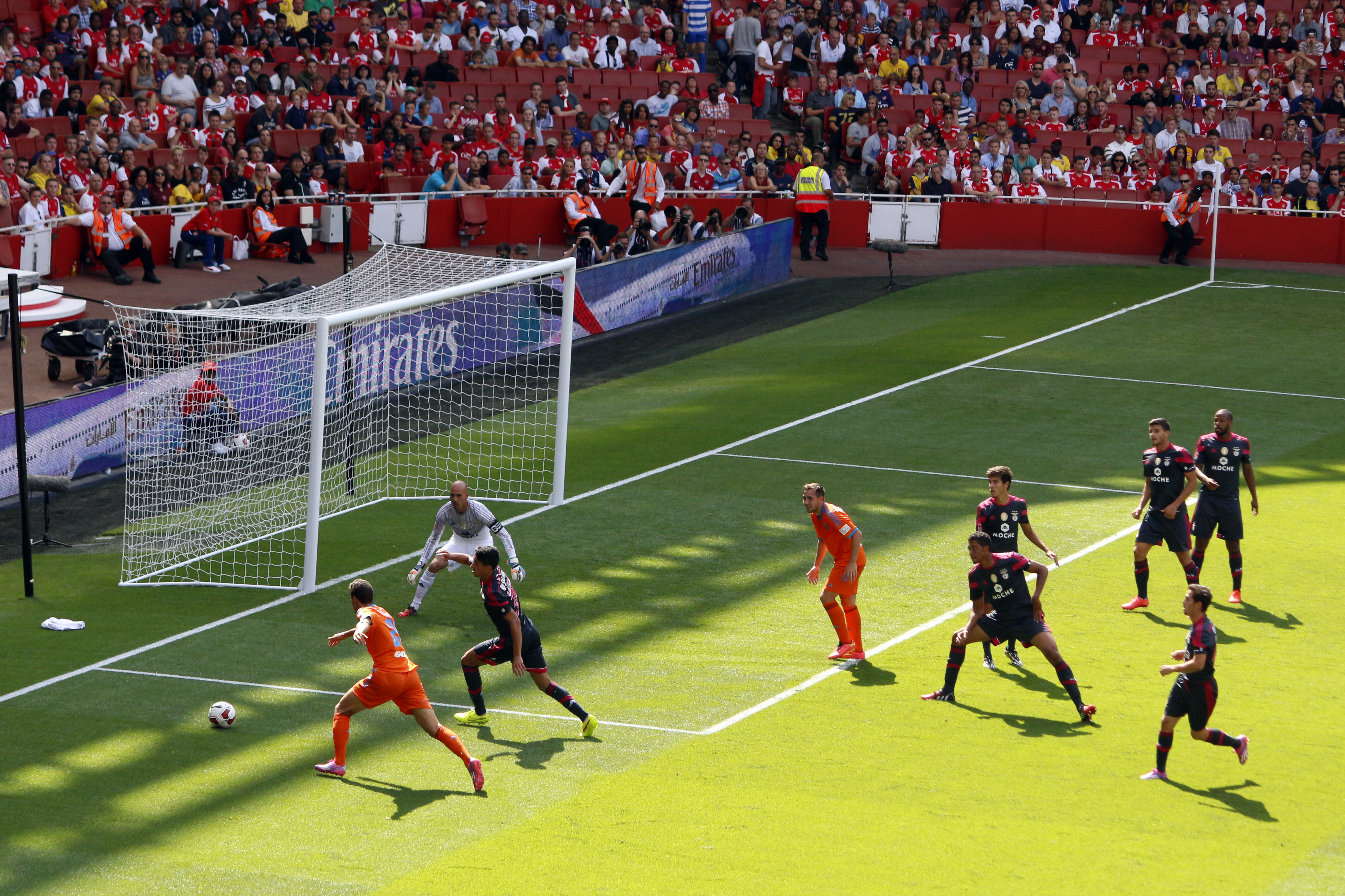
Bernardo Silva, en bas à droite de la photo, avec le Benfica Lisbonne lors du tournoi amical de l'Emirates Cup en 2014.

Le 19 octobre 2013, Bernardo Silva fait ses débuts pour Benfica à l'âge de 19 ans lors d'un match de Coupe du Portugal face au CD Cinfães, entrant en jeu à la 80e minute à la place de Filip Đuričić. Benfica l'emporte par un but à zéro ce jour-là. À l'issue de la saison, ses performances lui valent d'être nommé « Révélation de l'année » en deuxième division. Il prend également part au triplé domestique du club (championnat-Coupe du Portugal-Coupe de la Ligue), participant à un match dans chacune de ces compétitions.

#### AS Monaco (2014-2017)

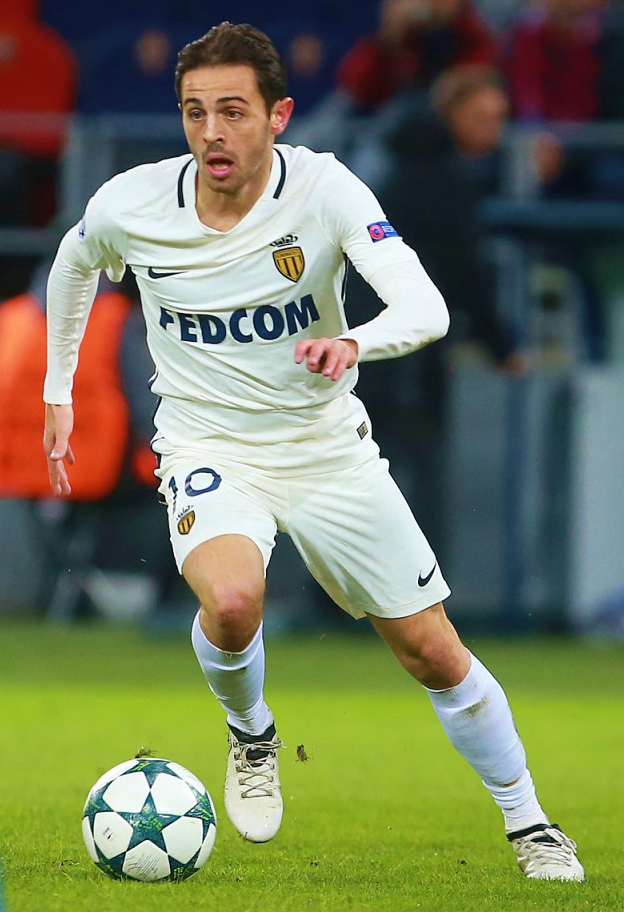
Bernardo Silva avec l'AS Monaco en 2016.

##### Saison 2014-2015
En 2014-2015, il craint comme d'autres jeunes joueurs formés au club de manquer de temps jeu au Benfica : il est alors prêté pour une saison avec option d'achat à l'AS Monaco, où il surprend de par sa technique au vu de son jeune âge. Il est définitivement transféré à l'AS Monaco le 20 janvier 2015 pour 15,75 millions d'euros.
Il dispute son premier match à l'occasion de la deuxième journée de championnat au stade Chaban-Delmas contre les Girondins de Bordeaux en entrant en jeu à la 76e minute à la place de Lucas Ocampos. Le match se termine sur le score de quatre buts à un en faveur des Girondins. Pour son deuxième match avec l'ASM, il est titulaire pour le compte de la sixième journée contre l'En avant Guingamp qui voit la victoire des Monégasques un but à zéro. C'est son premier match au Stade Louis-II.
Il réalise sa première passe décisive lors de la 12e journée de championnat à Elderson Echiejile contre le Stade de Reims. Il marque son premier but en Ligue 1 le 14 décembre 2014 contre l'Olympique de Marseille, offrant ainsi la victoire (1-0) à son équipe.
Pour son premier match de Coupe de France, il inscrit un but face au Nîmes Olympique et contribue à la victoire deux buts à zéro. Silva se distingue le 20 février 2015, lors du derby en championnat face à l'OGC Nice en marquant le but de la victoire pour Monaco, après être entré en jeu (0-1 score final).
Il inscrit son premier doublé en Ligue 1 contre le Stade Malherbe de Caen le 10 avril 2015, pour une victoire trois à zéro.
Bernardo Silva conclut sa première saison en Ligue 1 sur un bilan de neuf buts et trois passes décisives dont six réalisations inscrites et deux passes délivrées lors des sept dernières journées.

##### Saison 2015-2016
Il commence la saison 2015-2016 idéalement, inscrivant son premier but de la saison lors de la première journée de championnat à l'occasion du derby opposant le club monégasque à l'OGC Nice pour une victoire deux buts à un. Il termine la saison avec un bilan de 7 buts et 3 passes décisives en 32 matchs de Ligue 1.

##### Saison 2016-2017
De même que la saison précédente, Bernardo Silva inscrit un but dès la première journée de championnat face à l'En avant Guingamp, permettant à son équipe d'obtenir le match nul deux partout.
Continuant sur de bonnes bases, il marque le second but monégasque face au club de Villarreal lors du barrage aller de la Ligue des champions, contribuant ainsi à la qualification de son équipe pour la phase de groupes. Quelques jours plus tard, il délivre une passe décisive à Djibril Sidibé pour le troisième but monégasque face au Paris Saint-Germain à l'occasion d'une victoire trois buts à un.
Il est un acteur majeur de l'équipe de l'AS Monaco qui fera une saison exceptionnelle, remportant la Ligue 1 devant le Paris Saint-Germain et allant jusqu'en demi-finale de la Ligue des champions.
Le 26 mai 2017, le club de la principauté officialise son départ en Premier League, le jeune Portugais s'engageant avec le club de Manchester City. Le coût du transfert est estimé à une cinquantaine de millions d'euros.

#### Manchester City (depuis 2017)
Bernardo Silva signe en faveur du club anglais de Manchester City le 26 mai 2017 pour un montant estimé à 50 millions d'euros, plus 20 millions de bonus. Il s'y engage pour un contrat de cinq années,soit jusqu'en juin 2022.
Le 12 août 2017, Bernardo Silva fait sa première apparition sous les couleurs de Manchester City, lors de la première journée de la saison 2017-2018 contre Brighton & Hove Albion. Il est titularisé et son équipe l'emporte par deux buts à zéro.
Bernardo Silva effectue une très bonne saison 2018-2019, en s'imposant en tant que milieu offensif qui sait garder le ballon et dribbler l'adversaire. Il se démarque également par son bon esprit, comme le témoigne le trophée d'homme du match qu'il remporte face à Tottenham Hotspur le 20 avril lors d'une victoire un but à zéro qu'il décerne à Phil Foden pour le féliciter de son premier but en Premier League. Il est également nommé pour le titre de Meilleur joueur de Premier League, avec Sergio Agüero, Virgil van Dijk, Eden Hazard, Sadio Mané et Raheem Sterling.
Le 21 septembre 2019, Bernardo Silva se distingue en réalisant son premier triplé, lors de la large victoire de Manchester City face à Watford FC (8-0). En octobre 2019 est annoncé la liste des nommés pour le Ballon d'or 2019 et Bernardo Silva figure parmi les 30 joueurs nommés.
Après une saison moins réussie individuellement, la carrière de Bernardo prend une nouvelle dimension lors de la saison 2021-2022. En dépit de la méforme de certains cadres de son équipe, il prend un nouveau rôle de leader et performe dans beaucoup de grands matchs en Premier League, permettant à Manchester City d'accroître sa domination une saison supplémentaire en championnat malgré des premières journées difficiles. Ses courses avec le ballon sont un cauchemar pour les joueurs adverses, en témoigne ce clip où on peut le voir traîner sur 40 mètres plusieurs joueurs de Liverpool, concurrent direct pour le titre.
Le 23 août 2023, Bernardo Silva prolonge son contrat jusqu'en juin 2026 avec Manchester City,. Il a été nommé pour le prix The Best – Joueur de la FIFA.
Le 4 novembre 2023, Bernardo Silva réalise un doublé en championnat contre l'AFC Bournemouth. Titulaire, il contribue à la victoire de son équipe par six buts à un,.

### En sélection
Il participe à l'Euro des moins de 19 ans en 2013 avec le Portugal U19, atteignant les demi-finales.
Il fête sa première sélection avec les Espoirs le 19 octobre 2013 face à l'Azerbaïdjan. Lors de sa deuxième apparition avec les espoirs, le 18 novembre contre Israël il se distingue en marquant ses deux premiers buts, et participe à la victoire de son équipe (3-4 score final).
Sa première sélection en sélection A a lieu le 27 mars 2015 à l'occasion d'un match amical contre le Cap-Vert quatre jours plus tard. Il dispute 62 minutes lors de ce match, qui se termine par une défaite 2-0 du Portugal.
Il participe également à l'Euro espoirs de 2015, inscrivant un but lors de la demi-finale opposant le Portugal à l'Allemagne qui voit la victoire des Lusitaniens sur le score de cinq à zéro.
Une blessure à la cuisse droite l'empêche de prendre part à l'Euro 2016 en France remporté par sa sélection. De retour en sélection après l'Euro, il marque son premier but avec les A lors d'une victoire 5-0 contre Gibraltar en amical.
Bernardo Silva est sélectionné pour la Coupe des confédérations 2017 se déroulant en Russie. Il marque son premier but de la compétition le 24 juin 2017 face à la Nouvelle-Zélande. Le Portugal ne parvient cependant pas à remporter la compétition, qu'il laisse aux mains de l'Allemagne, après avoir été éliminé en demi-finales. 
L'année suivante, il dispute sa première compétition internationale lors de la Coupe du monde 2018 en Russie. 
Bernardo Silva est sélectionné pour la Ligue des nations de l'UEFA 2018-2019 qu'il gagnera avec sa sélection au stade du Dragon à Porto ou il sera l'auteur de la passe décisive du but de la victoire et sera élu Joueur du Tournoi.
En mai 2021, il est retenu dans la liste des 26 joueurs portugais pour participer à l'Euro 2020.
Le 10 novembre 2022, il est sélectionné par Fernando Santos pour participer à la Coupe du monde 2022.
En mai 2024, il fait partie de la liste des 26 joueurs convoqués par Roberto Martinez pour disputer l'Euro 2024 . Le 22 juin, lors du deuxième match de poules face à la Turquie il marque le premier but de la rencontre contribuant à la victoire 3-0 de son équipe. Ce but est son tout premier dans un tournoi majeur.   

### Extrasportif
En novembre 2019, Silva écope d'un match de suspension en Premier League pour un tweet datant de septembre. Sa publication est jugée raciste car le joueur publie un cliché de son coéquipier Benjamin Mendy enfant et le compare de manière humoristique à un personnage d'une marque de biscuit, aux stéréotypes racistes, avec la description : « Devinez qui ? ». Il écope également d'une amende s'élevant à environ 60 000 euros,. Il est à préciser que les deux joueurs entretiennent de bons rapports et sont amis hors terrains, leur entraîneur Pep Guardiola affirmant que Mendy est « comme un frère pour Bernardo ».

## Style de jeu
Bernardo Silva est gaucher, il joue au poste de milieu offensif axial ou de relayeur, très habile balle au pied, il peut aussi jouer sur l'aile droite. Pas très physique, il se distingue par sa technique, sa bonne vision du jeu avec de bons timing dans la distribution et la réception. C'est un joueur créatif. Plus jeune, il a souvent été comparé à Lionel Messi ce qui lui a valu le surnom « Messisinho ». Sous les ordres de Pep Guardiola à Manchester City, il redescend d'un cran sur le terrain au poste de milieu relayeur et impressionne dans ce nouveau registre de par ses décrochages et sa capacité à relancer, venant à être considéré comme l'un des meilleurs joueurs du monde.

## Statistiques

### Détaillées
| Saison                | Club                  | Championnat           | Championnat | Championnat | Championnat | Coupe nationale | Coupe nationale | Coupe nationale | Coupe de la Ligue | Coupe de la Ligue | Coupe de la Ligue | Supercoupe | Supercoupe | Supercoupe | Compétition(s) continentale(s) | Compétition(s) continentale(s) | Compétition(s) continentale(s) | Compétition(s) continentale(s) | Coupe du monde des clubs | Coupe du monde des clubs | Coupe du monde des clubs | Total | Total | Total |
| Saison                | Club                  | Division              | M.          | B.          | P.d.        | M.              | B.              | P.d.            | M.                | B.                | P.d.              | M.         | B.         | P.d.       | Comp.                          | M.                             | B.                             | P.d.                           | M.                       | B.                       | P.d.                     | M.    | B.    | P.d.  |
| 2013-2014             | Benfica Lisbonne      | Liga Sagres           | 1           | 0           | 0           | 1               | 0               | 0               | 1                 | 0                 | 0                 | -          | -          | -          | -                              | -                              | -                              | -                              | -                        | -                        | -                        | 3     | 0     | 0     |
| 2014-2015             | AS Monaco (prêt)      | Ligue 1               | 32          | 9           | 3           | 3               | 1               | 0               | 3                 | 0                 | 0                 | -          | -          | -          | C1                             | 7                              | 0                              | 1                              | -                        | -                        | -                        | 45    | 10    | 4     |
| 2015-2016             | AS Monaco             | Ligue 1               | 32          | 7           | 1           | 3               | 0               | 2               | 1                 | 0                 | 0                 | -          | -          | -          | C1+C3                          | 2+6                            | 0                              | 0                              | -                        | -                        | -                        | 44    | 7     | 3     |
| 2016-2017             | AS Monaco             | Ligue 1               | 37          | 8           | 9           | 3               | 0               | 0               | 3                 | 0                 | 0                 | -          | -          | -          | C1                             | 15                             | 3                              | 1                              | -                        | -                        | -                        | 58    | 11    | 10    |
| Sous-total            | Sous-total            | Sous-total            | 101         | 24          | 13          | 9               | 1               | 2               | 7                 | 0                 | 0                 | -          | -          | -          | -                              | 30                             | 3                              | 2                              | -                        | -                        | -                        | 147   | 28    | 17    |
| 2017-2018             | Manchester City       | Premier League        | 35          | 6           | 4           | 3               | 1               | 1               | 6                 | 1                 | 3                 | -          | -          | -          | C1                             | 9                              | 1                              | 2                              | -                        | -                        | -                        | 53    | 9     | 10    |
| 2018-2019             | Manchester City       | Premier League        | 36          | 7           | 7           | 4               | 2               | 1               | 2                 | 0                 | 0                 | 1          | 0          | 1          | C1                             | 8                              | 4                              | 1                              | -                        | -                        | -                        | 51    | 13    | 10    |
| 2019-2020             | Manchester City       | Premier League        | 34          | 6           | 7           | 4               | 1               | 0               | 6                 | 1                 | 2                 | 1          | 0          | 0          | C1                             | 7                              | 0                              | 1                              | -                        | -                        | -                        | 52    | 8     | 10    |
| 2020-2021             | Manchester City       | Premier League        | 26          | 2           | 6           | 3               | 2               | 1               | 3                 | 0                 | 0                 | -          | -          | -          | C1                             | 13                             | 1                              | 1                              | -                        | -                        | -                        | 45    | 5     | 8     |
| 2021-2022             | Manchester City       | Premier League        | 35          | 8           | 5           | 3               | 2               | 0               | -                 | -                 | -                 | 1          | 0          | 0          | C1                             | 11                             | 3                              | 3                              | -                        | -                        | -                        | 50    | 13    | 8     |
| 2022-2023             | Manchester City       | Premier League        | 34          | 4           | 5           | 5               | 0               | 0               | 2                 | 0                 | 0                 | 1          | 0          | 0          | C1                             | 13                             | 3                              | 3                              | -                        | -                        | -                        | 55    | 7     | 8     |
| 2023-2024             | Manchester City       | Premier League        | 33          | 6           | 9           | 5               | 2               | 2               | -                 | -                 | -                 | 1          | 0          | 0          | C1                             | 8                              | 2                              | 0                              | 2                        | 1                        | 0                        | 49    | 11    | 11    |
| 2024-2025             | Manchester City       | Premier League        | 33          | 4           | 4           | 5               | 0               | 0               | 1                 | 0                 | 0                 | 1          | 1          | 0          | C1                             | 9                              | 0                              | 0                              | 3                        | 1                        | 0                        | 52    | 6     | 4     |
| 2025-2026             | Manchester City       | Premier League        | 1           | 0           | 0           | 0               | 0               | 0               | 0                 | 0                 | 0                 | -          | -          | -          | C1                             | 0                              | 0                              | 0                              | -                        | -                        | -                        | 1     | 0     | 0     |
| Sous-total            | Sous-total            | Sous-total            | 267         | 43          | 47          | 32              | 10              | 5               | 20                | 2                 | 5                 | 6          | 1          | 1          | -                              | 78                             | 14                             | 10                             | 5                        | 2                        | 0                        | 408   | 72    | 68    |
| Total sur la carrière | Total sur la carrière | Total sur la carrière | 369         | 67          | 59          | 42              | 11              | 7               | 28                | 2                 | 4                 | 6          | 1          | 1          | -                              | 108                            | 17                             | 12                             | 5                        | 2                        | 0                        | 558   | 100   | 83    |

## En sélection nationale
| Saison                | Sélection             | Phases finales                | Phases finales | Phases finales | Phases finales | Éliminatoires | Éliminatoires | Éliminatoires | Ligue des nations | Ligue des nations | Ligue des nations | Matchs amicaux | Matchs amicaux | Matchs amicaux | Total | Total | Total |
| Saison                | Sélection             | Compétition                   | M              | B              | Pd             | M             | B             | Pd            | M                 | B                 | Pd                | M              | B              | Pd             | M     | B     | Pd    |
| --------------------- | --------------------- | ----------------------------- | -------------- | -------------- | -------------- | ------------- | ------------- | ------------- | ----------------- | ----------------- | ----------------- | -------------- | -------------- | -------------- | ----- | ----- | ----- |
| 2014-2015             | Portugal              | -                             | -              | -              | -              | -             | -             | -             | -                 | -                 | -                 | 1              | 0              | 0              | 1     | 0     | 0     |
| 2015-2016             | Portugal              | -                             | -              | -              | -              | 2             | 0             | 0             | -                 | -                 | -                 | 3              | 0              | 0              | 5     | 0     | 0     |
| 2016-2017             | Portugal              | Coupe des confédérations 2017 | 3              | 1              | 0              | 3             | 0             | 1             | -                 | -                 | -                 | 3              | 1              | 2              | 9     | 2     | 3     |
| 2017-2018             | Portugal              | Coupe du monde 2018           | 4              | 0              | 0              | 4             | 0             | 2             | -                 | -                 | -                 | 6              | 0              | 1              | 14    | 0     | 3     |
| 2018-2019             | Portugal              | Ligue des nations 2018-2019   | 2              | 0              | 2              | 2             | 0             | 0             | 3                 | 1                 | 0                 | 1              | 0              | 0              | 8     | 1     | 2     |
| 2019-2020             | Portugal              | -                             | -              | -              | -              | 6             | 3             | 6             | -                 | -                 | -                 | -              | -              | -              | 6     | 3     | 6     |
| 2020-2021             | Portugal              | Euro 2020                     | 4              | 0              | 0              | 3             | 0             | 1             | 6                 | 1                 | 1                 | 3              | 0              | 1              | 16    | 1     | 3     |
| 2021-2022             | Portugal              | -                             | -              | -              | -              | 6             | 1             | 3             | 4                 | 0                 | 3                 | 1              | 0              | 0              | 11    | 1     | 6     |
| 2022-2023             | Portugal              | Coupe du monde 2022           | 5              | 0              | 0              | 4             | 3             | 1             | 2                 | 0                 | 0                 | 1              | 0              | 0              | 12    | 3     | 1     |
| 2023-2024             | Portugal              | Euro 2024                     | 4              | 1              | 0              | 5             | 0             | 3             | -                 | -                 | -                 | 2              | 0              | 1              | 11    | 1     | 4     |
| 2024-2025             | Portugal              | Ligue des nations 2024-2025   | 2              | 0              | 0              | -             | -             | -             | 7                 | 1                 | 0                 | -              | -              | -              | 9     | 1     | 0     |
| Total sur la carrière | Total sur la carrière | Total sur la carrière         | 24             | 2              | 2              | 35            | 7             | 17            | 22                | 3                 | 4                 | 21             | 1              | 5              | 102   | 13    | 28    |

### Buts internationaux
| Buts en sélection de Bernardo Silva | Buts en sélection de Bernardo Silva | Buts en sélection de Bernardo Silva | Buts en sélection de Bernardo Silva | Buts en sélection de Bernardo Silva | Buts en sélection de Bernardo Silva | Buts en sélection de Bernardo Silva | Buts en sélection de Bernardo Silva   |
| 0                                   | Date                                | Sel.                                | Lieu                                | Adversaire                          | Score                               | Résultat                            | Compétition                           |
| ----------------------------------- | ----------------------------------- | ----------------------------------- | ----------------------------------- | ----------------------------------- | ----------------------------------- | ----------------------------------- | ------------------------------------- |
| 1                                   | 1er septembre 2016                  | 7                                   | Estádio do Bessa XXI, Porto         | Gibraltar                           | 4 - 0                               | 5 - 0                               | Match amical                          |
| 2                                   | 24 juin 2017                        | 14                                  | Stade Krestovski, Saint-Pétersbourg | Nouvelle-Zélande                    | 0 - 2                               | 0 - 4                               | Coupe des confédérations 2017         |
| 3                                   | 11 octobre 2018                     | 32                                  | Stadion Śląski, Chorzów             | Pologne                             | 3 - 1                               | 3 - 2                               | Ligue des nations de l'UEFA 2018-2019 |
| 4                                   | 7 septembre 2019                    | 38                                  | Stade de l'Étoile rouge, Belgrade   | Serbie                              | 2 - 4                               | 2 - 4                               | Éliminatoires Euro 2020               |
| 5                                   | 11 octobre 2019                     | 40                                  | Estádio José Alvalade XXI, Lisbonne | Luxembourg                          | 1 - 0                               | 3 - 0                               | Éliminatoires Euro 2020               |
| 6                                   | 14 novembre 2019                    | 42                                  | Stade de l'Algarve, Faro            | Lituanie                            | 5 - 0                               | 6 - 0                               | Éliminatoires Euro 2020               |
| 7                                   | 14 octobre 2020                     | 48                                  | Estádio José Alvalade XXI, Lisbonne | Suède                               | 1 - 0                               | 3 - 0                               | Ligue des nations de l'UEFA 2020-2021 |
| 8                                   | 7 septembre 2021                    | 61                                  | Stade olympique, Bakou              | Azerbaïdjan                         | 0 - 1                               | 0 - 3                               | Éliminatoires Coupe du monde 2022     |
| 9                                   | 23 mars 2023                        | 79                                  | Estádio José Alvalade XXI, Lisbonne | Liechtenstein                       | 2 - 0                               | 4 - 0                               | Éliminatoires Euro 2024               |
| 10                                  | 26 mars 2023                        | 80                                  | Stade de Luxembourg, Luxembourg     | Luxembourg                          | 0 - 3                               | 0 - 6                               | Éliminatoires Euro 2024               |
| 11                                  | 17 juin 2023                        | 81                                  | Estádio da Luz, Lisbonne            | Bosnie-Herzégovine                  | 1 - 0                               | 3 - 0                               | Éliminatoires Euro 2024               |
| 12                                  | 22 mars 2024                        | 91                                  | Westfalenstadion, Dortmund          | Turquie                             | 0 - 1                               | 0 - 3                               | Euro 2024                             |
| 13                                  | 12 octobre 2024                     | 96                                  | Stade national, Varsovie            | Pologne                             | 0 - 1                               | 1 - 3                               | Ligue des nations 2024-2025           |

## Palmarès
| Benfica Lisbonne (1)          | AS Monaco (1)                                                         | Manchester City (17) | Équipe du Portugal (2) |
| ----------------------------- | --------------------------------------------------------------------- | --- | --- |
| - Liga NOS - Champion : 2014. | - Ligue 1 - Champion : 2017. - Coupe de la Ligue - Finaliste : 2017 . | - Premier League - Champion : 2018, 2019, 2021, 2022, 2023 et 2024. - Vice-champion : 2020. - Coupe d'Angleterre - Vainqueur : 2019 et 2023. - Finaliste : 2024 et 2025. - Coupe de la Ligue - Vainqueur : 2018, 2019, 2020 et 2021. - Community Shield - Vainqueur : 2018, 2019 et 2024. - Finaliste : 2021, 2022 et 2023. - Ligue des champions - Vainqueur : 2023. - Finaliste : 2021. - Coupe du monde des clubs - Vainqueur : 2023. | - Ligue des nations : - Vainqueur : 2019 et 2025. - Coupe des confédérations - Troisième : 2017. - Euro espoirs : - Finaliste : 2015. |

## Distinctions personnelles
- Révélation de l'année de Segunda Liga en 2013-2014.
- Joueur du mois de Segunda Liga en octobre 2013, décembre 2013 et janvier 2014.
- Nommé pour le Trophée UNFP du meilleur joueur de Ligue 1 en 2017.
- Trophée du joueur du mois UNFP de Ligue 1 en janvier 2017.
- Membre de l'équipe type de Ligue 1 en 2017.
- Membre de l'équipe type de l'Euro espoirs en 2015.
- Membre de l'équipe type de l'Euro des moins de 19 ans en 2013.
- Membre de l'équipe type de Premier League en 2019 et 2022.
- Membre de l'équipe type de la FIFA FIFPro World11 en 2023.
- Joueur de l'année avec Manchester City en 2019.
- Meilleur joueur de la phase finale de la Ligue des nations en 2019.
- 9e  au Ballon d'or 2019 et Ballon d'or 2023, 22e au Ballon d'or 2022.